# ヒロ大神宮

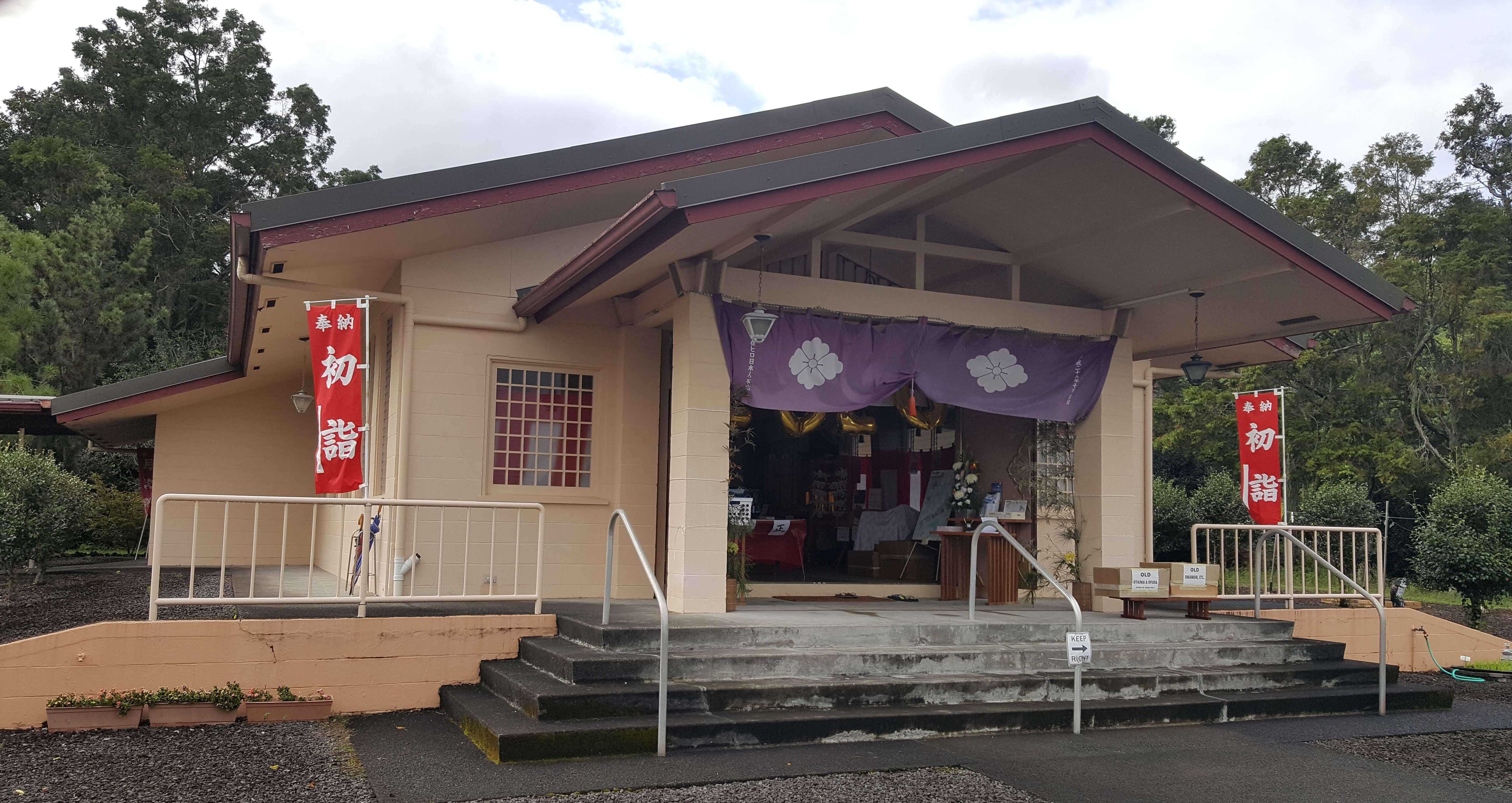
ヒロ大神宮の社殿

ヒロ大神宮（ヒロだいじんぐう、英称：Hilo Daijingu）は、アメリカ合衆国ハワイ州ハワイ島ヒロに鎮座する神社（神明神社）。旧称は大和神社（やまとじんじゃ）。日本国外で最古の歴史を持つ神社。布哇島総鎮守。

## 祭神
- 天照皇大神

## 歴史
- 1898年（明治31年）11月3日、初代宮司合志覚太により創建。

## 住所
- 10 Anela St. Hilo, HI 96720 USA